# Miliki
Emilio Alberto Aragón Bermúdez, conegut artísticament com a Miliki (Carmona, Sevilla, 4 de novembre de 1929 – Madrid, 17 de novembre de 2012) va ser un pallasso, acordionista, compositor i cantant espanyol, conegut especialment per haver format part dels Los Payasos de la Tele.
Pertanyent a la saga de la família Aragón, fill d'Emilio Aragón Foureaux, conegut com a Emig, que juntament amb els seus germans José María (Pompoff) i Teodoro (Tedy) va formar el grup de pallassos anomenat Pompoff, Thedy i Emig.
El 1939, es va unir als seus germans Gabriel (Gaby) i Alfonso (Fofó) per formar el trio de pallassos Gaby, Fofó i Miliki (inicialment Gaby, Fofó i Emilín). Van començar a treballar durant els anys trenta i es van mantenir diverses temporades en el Circ Price de Madrid.
La seva mare va ser la ballarina acròbata sobre cavall Rocío Bermúdez Contreras (nascuda a Carmona) i també va tenir una germana, Rocío Aragón Bermúdez, ballarina de flamenc.
Fou pare dels coneguts artistes Emilio Aragón Álvarez (Milikito) i Rita Irasema, i d'altres dos fills més amb la seva dona Rita Violeta Álvarez.
També té dues germanes més per part de pare, Elena i Concepción Aragón Hijón.

## Els Payasos de la Tele
Després d'una estada a Cuba, Puerto Rico, Veneçuela i Argentina, va tornar a Espanya el 1972 i a partir de l'any següent va començar a treballar al programa El gran circo de TVE, que va convertir als integrants del grup (que van passar a conèixer-se com Los payasos de la tele) en un autèntic fenomen sociològic a Espanya.
Després de la retirada del programa el 1983, Miliki va abandonar el grup i va emprendre una nova etapa en la seva carrera artística.

## Miliki i Rita Irasema
Després de la separació professional dels Pallassos, Miliki es va dedicar al món de la producció discogràfica (llança al grup Monano i su Banda, i forma un tàndem artístic amb la seva filla Rita Irasema. Junts van gravar diversos discos comLa vuelta al mundo en 30 minutos (1986), El flautista de Hamelín (1987), Vamos a marcarnos una canción (1991), ¡Superdiscoguay! (1992) i ¿Estás contento? ¡Sí señor! (1994).
El 1987, a més, havia dirigit la pel·lícula Yo quiero ser torero, amb el popular Duo Sacapuntas.
També va conrear el gènere de la literatura infantil, publicant La família dels cotxes (1988).
Amb l'arribada de les televisions privades a Espanya, va tornar a posar-se davant d'una càmera per conduir espais infantils, amb la seva filla Rita. Tots dos van presentar els programes El Berenar (1990-1991), en Antena 3, i Superguay (1991-1993) en Telecinco. El 1993 recuperen en Televisió Espanyola El gran circ de TVE, que va durar fins a 1995.
Després d'editar les seves Memòries el 1996, Miliki i Rita van crear l'espectacle El circo del arte, amb èxit en tot Espanya, que es mantindria fins a 1999, quan es va retirar definitivament dels escenaris.
El 1997 va rebre la distinció de Medalla de Plata d'Andalusia i la Medalla d'Or al mèrit en les Belles arts i la Medalla d'Andalusia. Va ser declarat «Fill Predilecte de la Ciutat de Carmona» i va rebre la Medalla de Plata d'aquesta.
En els anys següents es dedicaria tant a la producció discogràfica (llançant el Grup Trilocos), com a continuar la seva carrera com a cantant infantil.
El seu últim treball va ser la seva participació en l'òpera prima cinematogràfica del seu fill Emilio Aragón, Pájaros de papel, en 2010.

## Escriptor
En 2008 va publicar el llibre La providència sota el pseudònim Emilio A. Foureaux (que és el nom del seu pare, ocultant el primer cognom). El llibre, orientat a un públic adult, explica la història de Martín, un militant de la guerrilla en la revolució cubana que ha de fugir d'una caça orquestrada per Fidel Castro a Nova York.
Al maig de 2012 es va editar "Mentre dormen les ratapinyades" (editorial Planeta), una novel·la sobre la fugida de la Gestapo d'uns comediants a través de l'Europa nazi.
El 20 de novembre de 2014 es va publicar la seva obra pòstuma titulada 30 cuentos y medio una selecció de contes per a adults que venen acompanyats d'un USB amb la biografia de Miliki, fotografies personals i una versió àudio-llibre.

## Defunció
Miliki va morir la nit del dissabte 17 de novembre de 2012 a l'Hospital madrileny Ruber Internacional a causa d'una pneumònia i acompanyat per tota la seva família. Des de feia alguns anys venia patint Parkinson. Va ser enterrat al Parc-Cementiri de la Pau, en Alcobendas.

## Discografia

### Amb Els Pallassos de la Tele
- Lo que tanto esperé (1950)
- Gaby, Fofó, Miliki y familia en el show de las 5 (1963)
- Pinocho (1965)
- A sus amiguitos
- Adelantando éxitos 1972 (1971)
- Hola don Pepito, Hola don José (1971)
- Todos los niños del mundo son nuestros amiguitos (1972)
- Había una vez un circo (1973)
- Gaby, Fofó, Miliki con Fofito (1974)
- Los más grandes éxitos (1975)
- Susanita, Papá y Mamá, El Sombrero de Gaspar, etc. (1975)
- La familia unida (1976)
- Había una vez un disco (1977)
- Cómo me pica la nariz (1979)
- Cantando, siempre cantando (1980)
- El loco mundo de los payasos (1982)
- La historia de los payasos (1983)

### Amb Rita Irasema
- La vuelta al mundo en 30 minutos (1986)
- El flautista de Hamelín (1987)
- Vamos a marcarnos una canción (1991)
- ¡Superdiscoguay! (1992)
- ¿Estás contento?, ¡sí señor! (1994)

### En solitari

#### Àlbums d'estudi
| Any de publicació | Títol                            | Discogràfica              |
| 1999              | A mis niños de 30 años           | Crab & Bat                |
| 2000              | ¿Cómo están ustedes?             | Crab & Bat                |
| 2001              | Navidades animadas               | Crab Produccions Musicals |
| 2002              | De película                      | Crab Produccions Musicals |
| 2003              | El Desván Mágico de Miliki       | Crab Produccions Musicals |
| 2005              | Las tablas de multiplicar        | Crab Produccions Musicals |
| 2006              | Al Cole con Miliki               | Crab Produccions Musicals |
| 2009              | Miliki y los cantantes ayudantes | Crab Produccions Musicals |
| 2015              | Navidades con Miliki             | Crab Produccions Musicals |

#### Àlbums Recopilatoris
A todos mis niños
| Any de publicació | Títol                     | Discogràfica              |
| 2001              | Canta con Miliki          | Crab Produccions Musicals |
| 2008              | A mis niños de 40 años    | Crab Produccions Musicals |
| 2009              | Crab Produccions Musicals |                           |
| 2013              | Gracias Miliki            | Crab Produccions Musicals |

#### Àlbums externs
| Any de publicació | Títol                    | Discogràfica              |
| 2001              | Miliki te cuenta cuentos | Crab Produccions Musicals |
| 2009              | Con alma de niño         | Everest Editorials        |
| 2010              | Pequeño planeta Vol. 1   | Crab Produccions Musicals |

### Altres enregistraments
- No se puede vivir con un franco, BSO de la pel·lícula Pájaros de papel.

### Col·laboracions
| Cançó                 | Cantant                    |
| --------------------- | -------------------------- |
| El profesor distraído | Carlitos Balá              |
| La Cuba mía           | Celia Cruz i Willy Chirino |
| Qué bien cocina mamá  | Siempre Así                |
| El ratón de Susanita  | Fofito                     |

## Filmografia
- 1948: El nieto del Zorro.
- 1955: Tres bárbaros en un jeep.
- 1972: Había una vez un circo.
- 1973: Los padrinos.
- 1987: Yo quiero ser torero (director i guionista)
- 2002: Miliki presenta... Había Una Vez.(veu)
- 2002: La Cuba mía.
- 2003: El Desván Mágico de Miliki.
- 2005: 90 millas, com Pancho.
- 2008: Carlitos y el campo de los sueños, com Don Ignacio
- 2010: Pájaros de papel.
- 2011: Los viernes (curtmetratge realitzat pel seu net Néstor Feijóo)

## Obres realitzades
- 1987: El flautista de Hamelín, amb Rita Irasema.
- 1991: Una sonrisa y una flor, amb Rita Irasema.
- 1996: Mimus, amb El Circo del Arte.

## Vídeo clips
- 1975: Susanita
- 1975: El auto nuevo
- 1975: El reloj de Rufo
- 1976: Una sonrisa y una flor
- 1976: Que bueno papá
- 2001: Como mola la Navidad
- 2005: La Marcha de los números
- 2005: La tabla del 1
- 2005: La tabla del 2
- 2005: La tabla del 3
- 2005: La tabla del 4
- 2005: La fabulosa tabla del 5
- 2005: Rocktiplica el 6
- 2005: Siete
- 2005: El vals del 8
- 2005: La rumba del 9
- 2005: Diez raperos
- 2008: Gracias Miliki

## Premis

### Premis Grammy
- Premi Grammy Llatí per Enregistrament de l'Any: A mis niños de 30 años (1999)
- Premi Grammy Llatí per Enregistrament de l'Any: ¿Cómo están ustedes? (2000)

### Discos d'or
- Disc d'or: Navidades animadas (2001)
- Disc d'or: De Película (2002)

### Discos de multiplatino
- Disc de multiplatino: A mis niños de 30 años (1999)

### Discos de platí
- Disc de platí: ¿Cómo están ustedes? (2000)

### Uns altres
- Premi "A Tota una Vida": Premis ATV 2007
- Medalla d'Or al mèrit en les Belles arts 1996[8]
- Medalla de Plata d'Andalusia 1997
- Premi Amic: Premis Amigo 2000
- Premi "El Xumet": Millor Comunicador Infantil 2006
- Medalla de plata de la seva ciutat natal, Carmona
- Fill predilecte de Carmona
- Fill predilecte de Sevilla
- Fill predilecte de la Província de Sevilla (2013)[9]
- Carrer amb el seu nom en Carmona[10]

## Trajectòria en TV
- El show de las cinco, Canal 8 (Veneçuela) (1968)
- Las Aventuras de Gaby, Fofó y Miliki, TVE (1972-1973)
- Cantar y reír, TVE (1974-1976)
- El gran circo de TVE, TVE (1974-1981)
- El loco mundo de los payasos, TVE (1982-1983)
- Tompy, el conejito de trapo (1982)
- Ni en vivo ni en directo, TVE (1984) (Convidat especial Nadal amb Gaby)
- Un, dos, tres...responda otra vez, (TVE-1) (1984) (Convidat al costat de Gaby, Fofito i Rody)
- Un, dos, tres...responda otra vez, (TVE-1) (1987) (Convidat amb Rita Irasema)
- La Merienda, Antena 3 (1990-1991)
- Superguay, Telecinco (1991-1993)
- El gran circo de Televisión Española, TVE (1993-1995)
- Telepasión española (TVE-1) (1994-1995)
- Médico de familia, Telecinco (1996) (Convidat)
- Trilocos, La 2 (1999) (Guionista)
- La Cosa Nostra, Tv3 (2000) (Convidat)
- Galas Unicef, TVE (1999-2001)
- Grand Prix del verano, TVE (2002) (Padrí de Catadau)
- Menuda noche, Canal Sur (2005) (Convidat)
- Bum Bum Club, 13TV (2013) (Mini espai amb els videoclips de "Miliki i les Taules de Multiplicar")

### Homenatges
- «Adéu Miliki», dins del programa Qué tiempo tan feliz en Telecinco, (2012)
- «La vida de Miliki: El largo camino de regreso», documental. Antena 3 (2012). Dirigit pel seu net Manuel Feijóo.
- «Había una vez un circo», emissió de la pel·lícula en Cine de barrio amb entrevistes a Rita Irasema, Fernando Chinarro i Lola Muñoz La 1, (2012)
- «Havía una vez... Miliki», reportatge sobre Miliki dins de l'històric programa Informe Semanal. La 1 (2012).